# Meeting international de l'océan Indien 2009
Navigation
Édition 2008 Édition 2010
Le meeting international de l'océan Indien 2009 est une épreuve de natation qui a eu lieu à la piscine de Plateau Caillou, à Saint-Paul de La Réunion, du 27 au 29 décembre 2009. 

## Records Régionaux battus
| Date             | Épreuve        | Nouveau détenteur          | Nouveau temps | Ancien détenteur | Ancien temps | Date |
| ---------------- | -------------- | -------------------------- | ------------- | ---------------- | ------------ | ---- |
| 28 décembre 2009 | 100 m papillon | Kevin Huet - 13 ans        | 1 min 06 s 00 |                  |              |      |
| 28 décembre 2009 | 200 m brasse   | Valentin Cazanove - 13 ans | 2 min 41 s 14 |                  |              |      |
| 28 décembre 2009 | 50 m brasse    | Auriane Hoarau - 16 ans    | 27 s 04       |                  |              |      |
| 28 décembre 2009 | 400 m libre    | Alizée Morel - 14 ans      | 4 min 32 s 79 |                  |              |      |

## Résultats des finales

### 50m brasse dames
| Classement | Nom               | Pays      | Temps   |
| ---------- | ----------------- | --------- | ------- |
| 1          | Géraldine Huffner | France    | 33 s 83 |
| 2          | Daniela Götz      | Allemagne | 34 s 57 |
| 3          | Claire-C Vitry    | France    | 35 s 53 |

### 50m brasse messieurs
| Classement | Nom             | Pays   | Temps   |
| ---------- | --------------- | ------ | ------- |
| 1          | Roland Schoeman | France | 27 s 71 |
| 2          | Kévin Toulet    | France | 30 s 33 |
| 3          | Yvan Toulet     | France | 31 s 27 |